# Ivenack
Ivenack település Németországban, Mecklenburg-Elő-Pomeránia tartományban. Lakosainak száma 803 fő (2023. december 31.).

## Népesség
A település népességének változása:
| Lakosok száma | 850  | 833  | 810  | 807  | 803  |
|               | 2017 | 2019 | 2021 | 2022 | 2023 |